# Ємеліте-Випихи
Ємеліте-Випихи (пол. Jemielite-Wypychy) — село в Польщі, у гміні Снядово Ломжинського повіту Підляського воєводства.
Населення — 81 особа (2011).
У 1975-1998 роках село належало до Ломжинського воєводства.

## Демографія
Демографічна структура станом на 31 березня 2011 року:
|          | Загалом | Допрацездатний вік | Працездатний вік | Постпрацездатний вік |
| -------- | ------- | ------------------ | ---------------- | -------------------- |
| Чоловіки | 41      | 11                 | 23               | 7                    |
| Жінки    | 40      | 11                 | 17               | 12                   |
| Разом    | 81      | 22                 | 40               | 19                   |